# Chrysolina subsulcata
Chrysolina subsulcata är en skalbaggsart som först beskrevs av Mannerheim 1853.  Chrysolina subsulcata ingår i släktet Chrysolina och familjen bladbaggar. Inga underarter finns listade i Catalogue of Life.